# HD 26076
HD 26076，又名BD+71 239，SAO 5125、HR 1281，是一颗恒星，视星等为6.03，位于銀經137.15，銀緯15.1，其B1900.0坐标为赤經4h 2m 34.1s，赤緯+71° 15.1′ 58″。